# Вулиця Краківська (Львів)
Ву́лиця Кра́ківська — вулиця в історичному центрі Львова, одна з найдавніших вулиць міста. Відгалуджується від північно-західного кута площі Ринок та прямує до східної частини площі Ярослава Осмомисла.

## Історія
Виникла одночасно з площею Ринок. Вулиця отримала назву від однієї з брам до міста. Краківська брама, через яку до міста можна було увійти з північного боку, згадується в міських документах від 1382 року. Тоді вона називалась Татарською, оскільки біля неї мешкали татари. Від початку XV століття (за деякими даними — від 1440-х років) вулиця і брама на ній (перед виходом на сучасну площу Ярослава Осмомисла) отримали назву Краківських — від напрямку руху на Краків. Брама мала подвійні ковані ворота та звідний міст, що його згодом замінили мурованим. Від 1404 року над Краківською брамою височіла Вежа кушнірів. Наприкінці XVIII століття браму разом зі всіма міськими застарілими фортифікаційними спорудами розібрали.

## Архітектура
На вулиці мешкали переважно львівські ремісники — зброярі та малярі. Їхні будинки не збереглися в первинному вигляді. Нинішня забудова вулиці походить з XVIII—XIX століть. Найстарший — будинок № 1, кам'яниця Абреків, перебудована 1769 року. За польських часів у ньому був магазин дамського одягу Леєра, магазин взуття «Амстердам», книгарня Бардаха і майстерня біжутерії Порльцвайґа, у 1950-х — ремонт взуття, тепер — магазин «Солодощі» та ательє мод «Престиж». Будинок № 4 датується початком XIX століття і побудований у стилі ампір, його прикрашає витончений барельєф «Амур і Психея», який виконав Павло Ойтеле у 1830-х роках. 
Кам'яна барокова скульптура святого Онуфрія прикрашає будинок № 7. Упродовж майже 150 років, до 1940 року, він належав торговцям вином Людвіґам (власник перед війною — Ян Людвіґ), що тримали там кнайпу «Під Грушкою». Фасад будівлі № 11 прикрашений скульптурами роботи Антона Шімзера (1820 рік) витримано у стилі ампір.
У будинку № 20 від 1895 року працював український маляр Теофіл Копистинський. Над брамою будинку № 22, що походить з XVII століття, розміщена скульптура євангеліста Луки, патрона малярів (у XVII столітті там був цех малярів). Останній зліва будинок XIX століття (№ 29) у 1838—1860 роках належав польському художникові Алоїзію Рейхану. Наріжний будинок № 34 збудований невідомим архітектором на початку XIX століття на частині розібраної Краківської брами у північному пряслі міських укріплень. У його скульптурному оздобленні спостерігаються перші прояви французького ампіру у Львові. Мистецькі барельєфи зі сфінксами, які прикрашають фасади будинку, приписуються відомому скульпторові Антонові Шімзеру. У цьому будинку мешкав художник-романтик Йоган (Ян) Гаар (1793—1840).

### Пам'ятки національного значення
- Будинок № 1 (кам'яниця Абреків)
- Будинок № 4
- Будинок № 5
- Будинок № 7 (кам'яниця Чехуцька)
- Будинок № 9 (кам'яниця Коломийська)
- Будинок № 13 (кам'яниця Іловичківська)
- Будинок № 15 (кам'яниця Серафинська)
- Будинок № 17 (кам'яниця Дуківська)
- Будинок № 22 (кам'яниця Стернінська)
- Будинок № 24

### Пам'ятки місцевого значення
- Будинок № 11 (кам'яниця Педіанівська)
- Будинок № 14 (кам'яниця Брамівська)
- Будинок № 18 (кам'яниця Ґолдшлягерів). 2021 року у будівлі виконали стилістичну реставрацію, відновили втрачені декоративні елементи тa відреставрували дерев'яну браму[5].
- Будинок № 34